# Jerrika Hinton
Pour les articles homonymes, voir Hinton.
Jerrika Hinton est une actrice et productrice américaine, née à Dallas (Texas), le 28 septembre 1981.
Elle est révélée, au grand public, dans le rôle du Dr. Stephanie Edwards, qu'elle incarne dans la série télévisée Grey's Anatomy de 2012 à 2017.

## Biographie

### Enfance et formation
Elle est la fille de Cynthia et Avaleon Hinton. Son éducation scolaire comprend l'école élémentaire Margaret B. Anderson, Mark Twain Leadership Vangard School et Henry W. Longfellow Career Exploration Academy.
Développant un intérêt pour le théâtre, elle participe à des pièces de théâtres locales et se produit également dans des spectacles d'églises, écrits et dirigés par sa mère.
Studieuse et disciplinée, elle est diplômée, avec mention, au printemps 2002, de la Southern Methodist University: BFA, Theatre.
Après avoir étudié la comédie, la réalisation et l'écriture, elle officie en tant que professeur de théâtre au East L.A. Classic Theatre.

### Débuts, seconds rôles et révélation

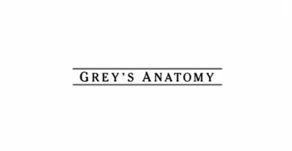
Logo de la série télévisée Grey's Anatomy.

Hinton commence sa carrière dans plusieurs productions scéniques. Elle fait, notamment, ses débuts au cinéma, en jouant la fille du personnage de Khandi Alexander dans le drame indépendant Rain, en 2006.
Les années suivantes, l'actrice participe à plusieurs séries télévisées telles que Gilmore Girls, Tout le monde déteste Chris, Zoé, Ghost Whisperer et  Gossip Girl. Que ce soit pour de la figuration ou en tant que second rôle, comme dans le drame indépendant Broken Angel, sorti en 2008.
En 2011, après être intervenue dans les séries Mad Love et Bones, elle figure au casting du thriller La Colocataire, avec Minka Kelly et Leighton Meester et du téléfilm Coup de foudre pour Noël.
En 2012, elle travaille, une première fois, pour la créatrice Shonda Rhimes, le temps d'un épisode de la série Scandal. En septembre de cette même année, elle est choisie pour incarner une nouvelle interne, Stephanie Edwards, à partir de la neuvième saison de la série dramatique médicale à succès, Grey's Anatomy. En janvier 2013, il est annoncé qu'en cas de renouvellement, l'actrice serait promue en tant que membre de la distribution principale. Le drama médical confirme sa pérennité en étant rapidement renouvelé.
Parallèlement à son engagement dans la série, l'actrice tourne peu mais on peut notamment la retrouver, en 2012, sous la casquette de réalisatrice, productrice et scénariste, dans le court métrage The Strangely Normal, une comédie dramatique avec Jessica Walter comme narratrice. En 2014, elle joue dans la comédie dramatique Teacher of the Year avec Keegan-Michael Key et Matt Letscher, qui se fait remarquer lors de festivals du cinéma indépendant.
Après trois saisons de Grey's Anatomy, et un rôle devenu secondaire, Rhimes lance Hinton comme personnage principal de la série télévisée comique qu'elle produit, Toast, en mars 2016. Également écrit par Scott Foley et Greg Grunberg, cette série devait suivre un groupe d'amis réunit durant un dîner de répétition de mariage, ou les toasts faits par la famille et les amis sont illustrés par des flash-back. Hinton devait jouer Page, la future mariée, elle aurait dû être secondé par Tessa Ferrer, qui jouait le rôle du Dr. Leah Murphy, jusqu’à la fin de la saison 10 de Grey's Anatomy. Finalement, le pilote n'est pas retenu par la chaîne de diffusion.

### Rôles réguliers
L'actrice persévère et finit par obtenir l'un des rôles principaux de la série dramatique, du réseau HBO, Here, Now, créée par Alan Ball, aux côtés de l'oscarisée Holly Hunter. Elle joue le rôle d'Ashley Black, l'un des enfants adoptés par le personnage d'Hunter, devenue une puissante patronne derrière un site de mode en ligne,. Le départ d'Hinton de Grey's Anatomy au profit de ce nouveau show est rapidement évoqué,, puis confirmé en début d'année 2017.
Here, Now est un drame tragicomique qui raconte l'histoire de la famille Bishop, une famille multiraciale composée d'un père professeur de philosophie, d'une mère  avocate, de leurs trois enfants adoptés (de Libéria, du Vietnam et de Colombie), auxquels s'ajoute un unique enfant biologique. En dépit d'une collaboration solide entre le réseau HBO et Alan Ball, la série peine à séduire la critique et le public et finit par être annulée après une seule saison,,.
En fin d'année 2018, elle est la vedette d'un téléfilm d'Hallmark Channel sur le thème de Noël,,. Cette production est diffusée sur TF1 sous le titre Noël au Majestic, en 2019.
Puis, elle apparaît dans quelques épisodes de la série Servant distribuée par Apple TV+ avant de rejoindre la distribution d'Hunters par Amazon Prime Video. Elle fait son retour dans un premier rôle par ce programme produit par Jordan Peele qui met aussi en vedette Al Pacino. Elle y incarne le rôle de Millie, une agent du FBI marginalisée à cause de sa couleur de peau et de son sexe. La série se déroule trente-deux ans après la fin de la Seconde Guerre mondiale et suit un groupe de chasseurs de nazis, dirigé par un rescapé d'Auschwitz, qui traquent les membres d'une société secrète complotant pour recréer, sur le territoire des États-Unis, un nouvel État nazi : le Quatrième Reich,.

## Filmographie

### Cinéma

#### Longs métrages
- 2005 : Foreign Soil d'Uma Soogoor : Natalie
- 2006 : Rain de Craig DiBona : Beni Arnold
- 2008 : Broken Angel d'Aclan Bates : Officier Raines
- 2011 : The Roommate de Christian E. Christiansen : Une étudiante
- 2014 : Teacher of the Year de Jason Strouse : Mrs. Curtis
- 2017 : Odious de Robert Sparks : Sharlette

#### Courts métrages
- 2012 : The Strangely Normal d'elle-même : La copine afro (également productrice et scénariste)
- 2015 : Just Another Dance with My Father de Rob J. Greenlea : Katie
- 2018 : Doxxed de Elaine Loh : Liddie

### Télévision

#### Séries télévisées
- 2006 : Gilmore Girls : Allison (saison 6, épisode 20)
- 2006 : Tout le monde déteste Chris : Une fille à la fête (saison 2, épisode 1)
- 2007 : Zoé : Claire Jeffries (saison 3, épisode 19)
- 2007 : Eight Days a Week : Marjorie Walsh (pilote non retenu)
- 2008 : Ghost Whisperer : Clerk (saison 4, épisode 10)
- 2009 : Gossip Girl : Une serveuse (saison 2, épisode 24)
- 2010 : Lie to Me : Robin (saison 2, épisode 17)
- 2010 : Better with You : Une vendeuse (saison 1, épisode 1)
- 2010 : Terriers : Didi (saison 1, épisode 7)
- 2011 : Mad Love : Eva (saison 1, épisode 1)
- 2011 : Bones : Nadine Tweed (saison 6, épisode 18)
- 2011 : Consequences : Tamika (saison 1, épisode 7)
- 2012 : Scandal : Hannah (saison 1, épisode 3)
- 2012 : The Book Club : Cobra Chai / Jerrika (saison 1, épisodes 5 et 6)
- 2016 : Send Me: An Original Web Series : Heather (saison 1, épisodes 2 et 6)
- 2016 : Toast : Page Sanders (pilote non retenu)
- 2012 - 2017 : Grey's Anatomy : Dr Stephanie Edwards (récurrente saison 9 puis principale saison 10 à 13, 117 épisodes)
- 2017 : Flip the Script : The Lit Agent (saison 1, épisode 3)
- 2018 : Here and Now : Ashley Collins (rôle principal - 10 épisodes)
- 2019 : Doxxed : Liddie (3 épisodes)
- 2019 - 2020 : Servant : Natalie Gorman (saison 1, épisodes 7 et 10)
- 2020 - 2023: Hunters : Millie Morris

#### Téléfilms
- 2011 : Coup de foudre pour Noël (A Christmas Kiss) de John Stimpson : Tressa
- 2018 : Noël au Majestic (A Majestic Christmas) de Pat Kiely : Nell Harper

### Productrice
- 2018 : Solace de Tchaiko Omawale (productrice exécutive)